# 5312 Шотт
5312 Шотт (5312 Schott) — астероїд головного поясу, відкритий 3 листопада 1981 року.
Тіссеранів параметр щодо Юпітера — 3,126.